# إشتفان بيتلين
إشتفان بيتلين (بالمجرية: István Bethlen)‏ (8 أكتوبر 1874 - 5 أكتوبر 1946) سياسي مجري شغل منصب رئيس وزراء المجر في الفترة ما بين 1921 و1931.
ولد بيتلين عام 1874 لعائلة أرستقراطية في ترانسلفانيا بالإمبراطورية النمساوية المجرية، أنتخب عام 1901 في مجلس النواب المجري، وبعد انتهاء الحرب العالمية الأولى عمل كممثل للحكومة المجرية الجديدة في مؤتمر باريس للسلام 1919م وخلال تلك السنة سقطت الحكومة المجرية وأعلن عن قيام الجمهورية المجرية السوفييتية ليعود بيتلين إلى المجر ليشترك في حكومة مضادة للشيوعيين مقرها في سيغيد جنوب المجر، في عام 1921 تولى منصب رئاسة الوزراء في المملكة المجرية وهو المنصب الذي استمر فيه حتى عام 1931. بعد هزيمة احتلال القوات السوفيتية للمجر تم أعتقاله وترحيله إلى موسكو حيث توفي في سجنه في 5 أكتوبر 1946.

## روابط خارجية
- إشتفان بيتلين على موقع الموسوعة البريطانية (الإنجليزية)
- إشتفان بيتلين على موقع مونزينجر (الألمانية)